# Nationale Beschermingsoorlog
De Nationale Beschermingsoorlog, ook wel de Anti-Monarchie Oorlog was een burgeroorlog in de republiek China die plaatsvond in 1915 en 1916.
De oorlog ontstond naar aanleiding van de proclamatie van Yuan Shikai, waarin hij zichzelf uitriep tot keizer. Drie jaar eerder tijdens de Xinhai-revolutie was de Qing-dynastie omver geworpen en een republiek in het leven geroepen.
Naar aanleiding van deze proclamatie, verklaarden militaire leiders, waaronder Tang Jiyao, Cai E en Li Liejun, de onafhankelijkheid in de provincie Yunnan en startten ze expedities tegen Yuan. Yuan leed verschillende nederlagen, wat er toe leidde dat er in andere provincies eveneens onafhankelijkheidsverklaringen ontketenden. Onder grote druk deed Yuan Shikai afstand van zijn troon en overleed enkele maanden later.